# Bălești-Cătun, Alba
Bălești-Cătun este un sat în comuna Bistra din județul Alba, Transilvania, România.